# Ișcenka, Velîka Oleksandrivka
Ișcenka (în ucraineană Іщенка) este un sat în comuna Bruskînske din raionul Velîka Oleksandrivka, regiunea Herson, Ucraina.

## Demografie
Componența lingvistică a localității Ișcenka
     Ucraineană (96,7%)
     Rusă (2,2%)
     Alte limbi (0,74%)
Conform recensământului din 2001, majoritatea populației localității Ișcenka era vorbitoare de ucraineană (96,7%), existând în minoritate și vorbitori de rusă (2,2%).